# Canguaretama
Canguaretama est une municipalité brésilienne appartenant à la microrégion du littoral sud de l'État de Rio Grande do Norte.

## Présentation

### Géographie
Canguaretama est bordée au nord par Goianinha et Tibau do Sul, au sud par Pedro Velho, Baía Formosa et Mataraca, dans le Paraíba, à l'est par Vila Flor et à nouveau Baía Formosa, ainsi que par l'océan Atlantique, et à l'ouest par Espírito Santo et à nouveau Pedro Velho. La municipalité possède le plus petit littoral des municipalités du Rio Grande do Norte avec seulement 3,7 km de long, formé par la plage et la barre de Cunhaú, située à plus de dix kilomètres de la ville. Elle se trouve à 77 kilomètres de Natal, la capitale de l'État.

### Histoire
L'histoire de Canguaretama commence à l'époque du Brésil colonial, bien avant qu'elle ne soit élevée au rang de municipalité. En 1645, l'un des événements historiques les plus importants du Rio Grande do Norte a été le martyre de Cunhaú et Uruaçu, lorsque des Indiens Janduís (pt) et plus de deux cents Hollandais (qui sont arrivés et ont occupé la capitainerie du Rio Grande entre 1633 et 1654), sous le commandement de Jacob Rabi - un délégué du comte Jean-Maurice de Nassau-Siegen - ont exécuté environ soixante-dix fidèles et le père André de Soveral. Au moment de l'assassinat, les fidèles assistaient à une messe célébrée dans la chapelle Notre-Dame de Candeias, située à Engenho Cunhaú, à quelques kilomètres de la barre de Cunhaú.
|  |  |